# Лижа (река)
Лижа (на руски: Лыжа) е река в Република Коми на Русия, ляв приток на Печора. Дължина 223 km. Площ на водосборния басейн 6620 km².
Река Лижа води началото си на 127 m н.в. и тече, като силно меандрира, сред блатата и ниските хълмове на Печорското възвишение. В долното си течение преминава през Печорската низина. Влива се отляво в река Печора, при нейния 792 km, на 33 m н.в., на 4 km северно от село Уст Лижа. Основни притоци: леви – Ъйджит-Терехевей (57 km), Дзьоля-Терехевей (51 km), Вадма (114 km); десни – Брюшинная (66 km), Ниедзю (56 km). Има смесено подхранване с преобладаване на снежното, с ясно изразено пролетно пълноводие през май и началото на юни. Заледява се в края на октомври или началото на ноември, а се размразява в края на април или през май. По течението ѝ има само едно постоянно населено място – село Уст Лижа, на 4 km преди устието ѝ.